# У тилу ворога (серія ігор)
«У тилу ворога» — серія комп'ютерних ігор в жанрі action / RTS, об'єднана тематикою Другої світової війни за винятком гри «Men of War: Vietnam». Розроблена українською студією Best Way спільно з іншими компаніями. Видавництвом серії займається російська компанія 1С-СофтКлаб.
В англомовних країнах серія має назву Men of War.
Ігри серії розробляються на рушії GEM.

## Ігри серії
- У тилу ворога (Soldiers: Heroes of World War II) (2004)
- У тилу ворога: Диверсанти (Silent Heroes) (2005)
- У тилу ворога 2 (Faces of War) (2006)
- У тилу ворога: Диверсанти 2 (2006)
- У тилу ворога 2: Брати по зброї (2007)
- У тилу ворога: Диверсанти 3 (2008)
- У тилу ворога 2: Лис пустелі (Men of War) (2009)
- Men of War: Red Tide (2009)
- Men of War: Assault Squad (2011)
- Men of War: Vietnam (2011)
- Men of War: Condemned Heroes (2012)
- Men of War: Assault Squad 2 (2014)
- Assault Squad 2: Men of War Origins (2016)
- Men of War II: Arena (2020)
- Men of War II (2022 — в розробці)

### Інші ігри
- Battle of Empires: 1914—1918
- Call to Arms
- Call to Arms — Gates of Hell